# 4-Acetoksy-N,N-diizopropylotryptamina
4-Acetoksy-N,N-diizopropylotryptamina – psychodeliczna substancja psychoaktywna, pochodna tryptaminy.